# Wereldkampioenschappen schoonspringen 2015 – driemeterplank synchroon gemengd
Het synchroonspringen vanaf de driemeterplank voor gemengde duo's  tijdens de wereldkampioenschappen schoonspringen 2015 vond plaats op 2 augustus 2015 in het Aquatics Palace in Kazan.
Dit onderdeel stond voor de eerste maal op het programma tijdens de wereldkampioenschappen.

## Uitslag
| Rang   | Land             | Namen                               | Punten |
| ------ | ---------------- | ----------------------------------- | ------ |
| Goud   | China            | Wang Han Yang Hao                   | 339.90 |
| Zilver | Canada           | Jennifer Abel François Imbeau-Dulac | 317.01 |
| Brons  | Italië           | Tania Cagnotto Maicol Verzotto      | 315.30 |
| 4      | Australië        | Grant Nel Maddison Keeney           | 310.02 |
| 5      | Mexico           | Dolores Hernández Rommel Pacheco    | 308.40 |
| 6      | Rusland          | Maria Polyakova Ilia Molchanov      | 306.27 |
| 7      | Maleisië         | Ng Yan Yee Muhammad Puteh           | 291.42 |
| 8      | Duitsland        | Timo Barthel Christina Wassen       | 287.94 |
| 9      | Verenigde Staten | Abigail Johnston Jordan Windle      | 287.70 |
| 10     | Zwitserland      | Guillaume Dutoit Jessica Favre      | 284.34 |
| 11     | Nieuw-Zeeland    | Elizabeth Cui Liam Stone            | 277.86 |
| 12     | Colombia         | Diana Pineda Sebastián Villa        | 266.22 |
| 13     | Brazilië         | Ian Matos Juliana Veloso            | 249.60 |